# Codornices
Codornices är en ort i Mexiko.   Den ligger i kommunen San Ciro de Acosta och delstaten San Luis Potosí, i den centrala delen av landet, 250 km norr om huvudstaden Mexico City. Codornices ligger 1 011 meter över havet och antalet invånare är 170.
Terrängen runt Codornices är huvudsakligen kuperad, men åt nordost är den platt. Codornices ligger nere i en dal. Runt Codornices är det glesbefolkat, med 12 invånare per kvadratkilometer. Närmaste större samhälle är San Ciro de Acosta, 10,7 km nordost om Codornices. I omgivningarna runt Codornices växer huvudsakligen savannskog.